# Breme
Breme (lombardul: Bräm vagy Brämi) település Olaszországban, Lombardia régióban, Pavia megyében. Lakosainak száma 699 fő (2023. január 1.). Breme Candia Lomellina, Sartirana Lomellina, Valle Lomellina, Valmacca és Frassineto Po községekkel határos.

## Népesség
A település népességének változása:
| Lakosok száma | 778  | 756  | 699  |
|               | 2017 | 2018 | 2023 |